# Hakeburg
'Hakeburg' est un cultivar de rosier grimpant obtenu en 1912 par le rosiériste allemand Hermann Kiese (1865-1923) et mis au commerce en 1913. Il s'agit d'un hybride de Rosa multiflora. Il doit son nom au château d'Hakeburg, au sud de Berlin à Kleinmachnow, où son propriétaire Dietlow von Hake possédait une pépinière de roses et vendait entre autres cette variété. 

## Description
'Hakeburg' se présente sous la forme d'un rosier grimpant fort vigoureux et presque inerme pouvant atteindre plus de 300 cm de hauteur. Ses fleurs doubles  (17-25 pétales) sont d'un rose lilas au cœur blanc fleurissant en de gros bouquets en juin-juillet.
Il est très résistant au froid puisque sa zone de rusticité est de 4b-9b. 
On peut notamment l'admirer à l'Europa-Rosarium de Sangerhausen.

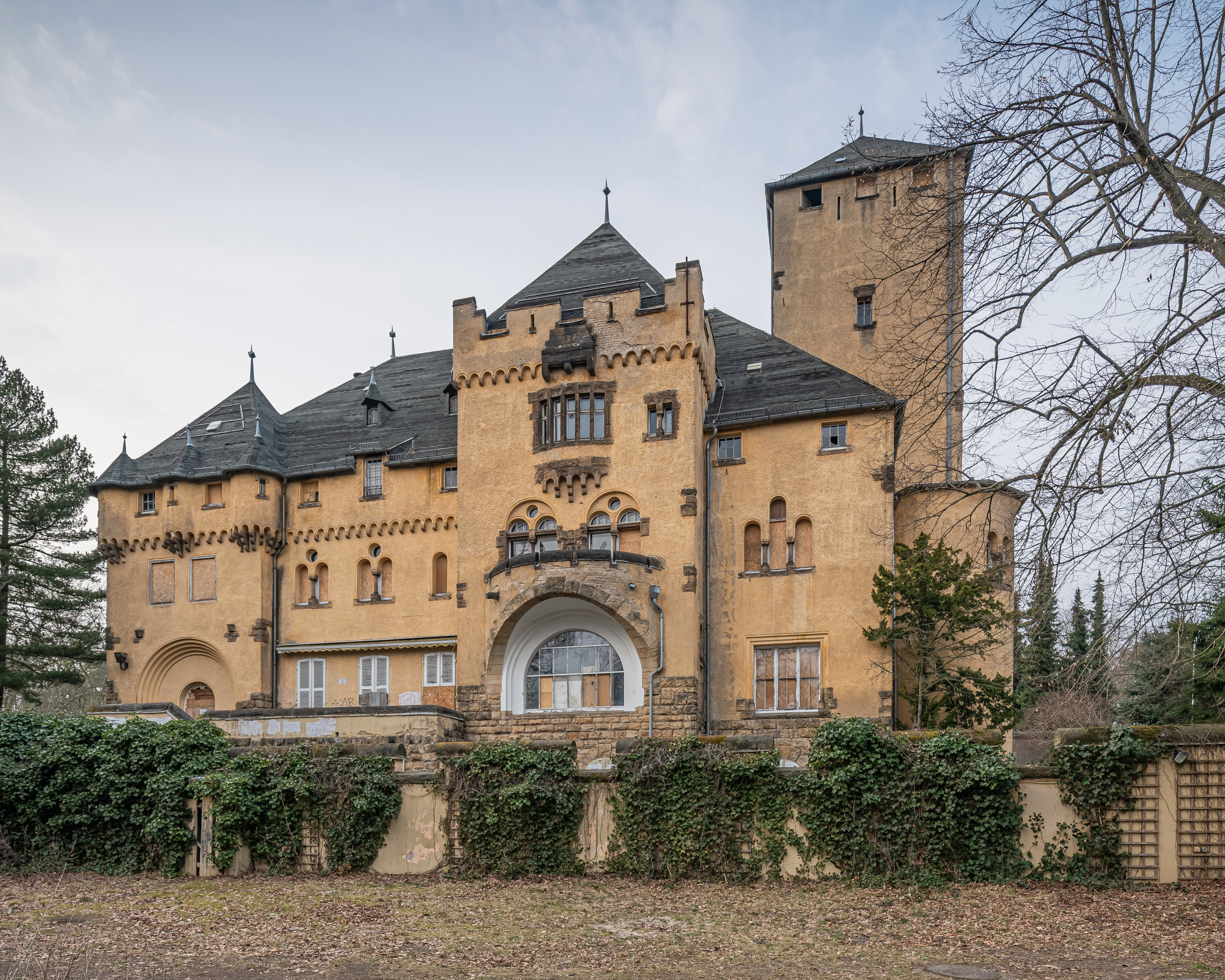
Le nouveau château d'Hakeburg à Kleinmachnow, construit entre 1906 et 1908.